# Hesstun
Hesstun est une localité du comté de Nordland, en Norvège.

## Géographie
Administrativement, Hesstun fait partie de la kommune de Vevelstad.